# Vlada Jarkova
Vlada Jarkova (en ucraniano: Влада Харкова; Úzhhorod, 29 de septiembre de 1996) es una deportista ucraniana que compite en esgrima, especialista en la modalidad de espada.
Ganó una medalla de oro en el Campeonato Mundial de Esgrima de 2025 y tres medallas en el Campeonato Europeo de Esgrima, en los años 2022 y 2025.
Participó en los Juegos Olímpicos de París 2024, ocupando el sexto lugar en la prueba por equipos y el séptimo en la individual.

## Palmarés internacional
| Campeonato Mundial | Campeonato Mundial | Campeonato Mundial | Campeonato Mundial |
| Año                | Lugar              | Medalla            | Prueba             |
| ------------------ | ------------------ | ------------------ | ------------------ |
| 2025               | Tiflis (Georgia)   | Medalla de oro     | Espada individual  |
| Campeonato Europeo |                    |                    |                    |
| Año                | Lugar              | Medalla            | Prueba             |
| 2022               | Antalya (Turquía)  | Medalla de oro     | Espada individual  |
| 2022               | Antalya (Turquía)  | Medalla de bronce  | Espada por equipos |
| 2025               | Génova (Italia)    | Medalla de oro     | Espada por equipos |